# ۲۷ بره
۲۷ بره یک ستاره است که در صورت فلکی بره قرار دارد.